# 英雄伝説III 白き魔女
『英雄伝説III 白き魔女』（えいゆうでんせつ3 しろきまじょ、THE LEGEND OF HEROES III: Gagharv trilogy first "White Witch"）は1994年（平成6年）に発売された日本ファルコムによるコマンド選択型ロールプレイングゲーム。同社のRPGシリーズ《英雄伝説（英伝）シリーズ》の第3作目であり、《英伝シリーズ》第2期となる〈ガガーブトリロジー〉の第1作目。1999年（平成11年）には自社リメイクもされている。
リメイクやリパッケージでのタイトル変更が多く、『英雄伝説III 白き魔女 リニューアル』、『白き魔女 -もうひとつの英雄伝説-』、『英雄伝説III 白き魔女 -もうひとつの英雄たちの物語-』、『新・英雄伝説III 白き魔女』、『英雄伝説ガガーブトリロジー 白き魔女』と多くの販売タイトルを持つ。
※ 本稿では自社開発作品のうち、1999年のリメイク以前のPC-9801に対応しているものをPC98版、リメイク以降のWin専用のものWin版と記載する。

## 概要
ガガーブ暦と呼ばれる暦を使う架空の世界において、巨大な大地の裂け目「ガガーブ」の東側にある大陸ティラスイールを舞台とし、かつての魔女の行動を模した成人の儀式である巡礼の旅へと出発したジュリオとクリスが、旅の中で最後の魔女・白き魔女の軌跡を見つけ辿っていく様を描いた物語。
『I』と『II』で構成される《英伝》第1期〈イセルハーサシリーズ〉から世界設定を一新した、第2期〈ガガーブトリロジー〉の1作目であり、この世界設定は続く『朱紅い雫』・『海の檻歌』へと引き継がれている。ただし第1作目である本作がガガーブ歴992年と3部作で最も遅い時代を描いている。
1994年（平成6年）3月にPC-9801向けにオリジナル版を発売。本作が「ドラゴンスレイヤー」の名を冠さずに発売された事により、前作までは《ドラゴンスレイヤー（ドラスレ）シリーズ》のシリーズ内シリーズであった〈英雄伝説シリーズ〉が、《ドラスレ》から独立した《英雄伝説シリーズ》として確立する。1999年（平成11年）には戦闘システムを一新した自社リメイク作品『新・英雄伝説III 白き魔女』がMicrosoft Windows向けに発売されている。
PC98版の発売当時より「詩うRPG」をキャッチコピーとし、感動を誘うストーリを売りとしていた。2004年（平成16年）に発売されヒット作となった『英雄伝説VI 空の軌跡』は、学生時代に本作に魅せられたメンバーを中心として開発されたものであり、その開発メンバーには本作をきっかけとしてファルコムに入社し2007年（平成19年）より社長を務める近藤季洋も含まれている。また近藤にとって本作は、Win版の新規イベント作製で初めてシナリオに関わった作品でもある。
ライセンス提供の元での他社の開発により、コンシューマ機等への移植も行われている。

## 評価
発売当時よりストーリーが絶賛されており、コンプティークの1994年度「コンプティークSOFT大賞」におけるSOFT大賞とRPG賞をはじめ多くの賞を受賞している。

## オリジナルスタッフ
- シナリオ：早川正
- メインプログラム：秋葉紀好
- プログラム：西藤晋市、福谷洋一
- シナリオ・プログラム：小川勝弘、福谷洋一、秋葉紀好、西藤晋市、前田和彦
- グラフィック：吉永裕昭、菅谷一輝、長友誠一郎、塩田雄一、鈴木秀和、山田淳、金井まり子、村上星児、久慈光久、下枝孝夫、今井浩之、岩崎美奈子
- 音楽：Falcom Sound Team J.D.K.（石川三恵子、白川篤史、綱島貴博、金田直樹、中島勝、松岡博文）
- コーディネイト：山崎伸治、木屋善夫[注 7]
- プロデュース：加藤正幸

## 物語
ガガーブ歴992年、ジュリオとクリスはラグピック村の成人の儀式により巡礼の旅へと出発する。その巡礼の旅とは、ティラスイールを巡って各地の「シャリネ」と呼ばれる祠にある魔法の鏡を見て回ることであった。旅の中で2人は、巡礼の旅を通じて数多くの事件や人物に出会うことになる。そして白き魔女と呼ばれた娘の軌跡を辿っていく事になり、世界最大の災厄に巻き込まれることになる。

## ゲームシステム
※ この項では原則として、オリジナルのPC98版とファルコム自らリメイクしたWin版のシステムについて言及する。他社による移植作品のシステムについては、#機種・パッケージによる違いを参照。
前作同様章立てされており、一般的なコマンド選択型のRPGのシステムを採用している。NPCから話を聞く事により冒険のヒントを得たり、イベントを発生させクリアする事によって物語が進んでいく。敵との戦闘をこなす事によって経験値を取得し一定度貯まるとレベルが上がり各種ステータス値が上昇してキャラクターが成長していく。ただし上述の通り「物語る」事を第一とした一本道のゲームであり、章毎に動ける範囲は限定され、以前の章の場所に戻る事は出来ないなど、様々に制限があり自由度は低い。

### 構成
以下の9章によって構成されている。ギャグタッチのものから推理もの、感動的なものなど内容の種類は様々となる。
- 序章 小さな巡礼者
- 第1章 テグラの宝石
- 第2章 ボルト大決戦
- 第3章 三都橋の幻影
- 第4章 聖獣の住む森
- 第5章 わかたれた湖
- 第6章 動き出す予言
- 第7章 巡礼者の軌跡
- 終章 やさしき魔女

### 戦闘
敵の出現場所は決まっているが、出現の有無と敵の種類・数はランダムであり、定点でのランダムエンカウントとなっている。戦闘用の専用画面はなくフィールドマップ上で戦闘は行なわれるが、敵の出現地点に突入すると戦闘用の位置までマップがずらされ、操作が戦闘用の物へと切り替わる。一度出会った敵は戦闘中に退却を行なっても必ず同じ位置で現れ、倒さなければ先に進めない。
本作特有のステータスとして戦闘中VPがある。初期値は100で何かしらの行動を取ると減っていき、0になるとしばらく行動不能になり、VPの回復が始まる。
操作方法はWin版で大きく変更されている。
PC98版
あらかじめ設定した攻撃パターンに応じた自動戦闘となっており、戦闘中に可能な操作はこの攻撃パターンを変更する事のみに限定される。攻撃パターンは8パターン設定する事が出来、それぞれのパターンはHPの残量に応じた4種類の行動を設定出来る。
Win版
基本としては自動での戦闘となっており、特に何もしなければコマンドメニューの戦闘設定に従った行動を自動で取る。戦闘中にキャラクターに指示を与える事も可能であるが、大まかな指示に限られる。後の物程ある程度指示の自由度は上がってはいるが、それでも一般のRPGに比較するとかなり自由度は低い。
指示を与えるにはキャラクターを選択し、周りに円状に配置されるアイコンから行動を選択する。この基本仕様は『V』新『IV』にも引き継がれている。

### 魔法
回復と攻撃補助主体のチャッペル系と攻撃主体のカンド系の2種類がある。使える魔法はキャラクターによって決まっており、どちらか片方の系統のみとなる。なお、使う魔法の種類は行動パターンに応じて自動で選択され、どの魔法を使用するかは選択出来ない。
チャッペル・カンドそれぞれ専用の建物で授けてもらう事によって新しい魔法が使える様になる。授かるにはレベルアップ時に取得出来るMPを、覚える魔法の種類に応じて消費する。なお、多くのRPGで魔法の使用の際に消費するステータスとして存在するMPに相当する物はなく、魔法の使用に制限はない。

## 世界設定

### 舞台
南北に走る巨大な大地の裂け目「ガガーブ」の東側に位置するティラスイールが舞台。西をガガーブ・南を大山脈「大蛇の背骨」・北東を「沈黙の海」と呼ばれる海によって断絶され、いずれを超える技術もない為に外界とは隔絶された世界となっている。北部中央には「魔女の海」と呼ばれる大きな湾が内陸に食い込んでいる。ティラスイールには以下の8つの国が存在する。
フォルティア
ティラスイールの北西、魔女の海の西側に位置する王国。ジュリオ達の故郷。
メナート
ティラスイールの北東、魔女の海の東側に位置する王国。厳しい自然環境に囲まれている。
チャノム
ティラスイールのほぼ中央、魔女の海の南東側、メナートの南西に位置する共和国。首都のダイスには国営のカジノがあり貧富の差が激しい国。
アンビッシュ
ティラスイールの南東、大蛇の背骨の北側に位置する王国。
ウドル
ティラスイールの中央近く、魔女の海の南側に位置する王国。深い森に覆われている。
オルドス
ティラスイールの中央近く、チャノムの南側に位置する都市国家。大魔導師オルテガによって建てられた大聖堂から始まった。魔法の総本山であり、導師やマスターになる為にはこの国で修行を行う。
フュエンテ
ティラスイールの南、大蛇の背骨の北側、アンビッシュの西側に位置する王国。中央部にティラスイール最大の湖ルピナス湖がある。
ギドナ
ティラスイールの南西、ガガーブの東側、大蛇の背骨の北側に位置する王国。国土の7割が砂漠に覆われている。

### シャリネ
数百年前に異界よりティラスイールを訪れた魔女達によって築かれた祠。中には魔法の鏡が安置されており、魔女達がこれを用いて予言などを行なっていた。この魔女達が祠を巡る様を真似して巡礼の旅の習慣が出来上がる。シャリネにはそれぞれに司る属性があり、フォルティア王国ディーネにある水のシャリネ、メナート王国テグラにある地のシャリネ、アンビッシュ王国イグニスにある火のシャリネ、ウドル王国シフールにある風のシャリネ、オルドス大聖堂にある空のシャリネの5つがある。

### 巡礼の旅
かつてティラスイールを訪れた魔女達の行動を模して生まれた風習で、ラグピック村の成人の儀式となっている。魔法の鏡を見るのに必要な銀の短剣を所持して各地を巡る。銀の短剣は巡礼者の証であり、見せる事によって宿賃の免除など様々な優遇を受ける事が出来る。

### 魔法
オルドスの初代大神官オルテガによって2系統に分けられ、伝授されていったカンド系とチャッペル系の魔法が使われている。カンド系は攻撃、チャッペル系は回復や攻撃補助が主体となっており、どちらか片方しか取得する事は出来ない。極めた者にはマスターの称号が与えられる。20年前にはほとんど誰も使っていなかった、比較的新しい技術。

## 登場人物

### 主役
本作はジュリオとクリスの巡礼の旅を辿る形で物語が進行する。
ジュリオ
主人公。フォルティア国のラグピック村に住む14歳の少年。内気で気が弱く、のんびりとした性格をしており、幼馴染みのクリスには子分扱いされている。村の成人の儀式として、クリスと共にティラスイール各地に点在するシャリネを巡る旅へと出る。伝説の海賊「キャプテン・トーマス」に憧れている。方向音痴なところがあり、幼少のころはよく迷子になって泣いていたことがある。そのことから、クリスからは「泣き虫ジュリオ」と呼ばれていた。
クリスチーナ（クリス）
通称クリス。ヒロインでジュリオの幼馴染み。強気でおてんばであり、明るい性格。ジュリオより1つ年上の15歳で、1年前に病気で旅に出られなかった為にジュリオと共に巡礼に出かける事となった。チャッペル魔法の使い手。フジツボが嫌い。料理は破壊的腕前。

### プレイヤーキャラクター
いずれのキャラクターも参戦時期が固定されており、プレイヤーの意志で変更することはできない。
シャーラ
22歳の絶世の美女で、グースとコンビを組む泥棒。ただし盗みに成功した事はない。姉御肌で面倒見が非常によい。弓の使い手。
グース
23歳の究極の美男子で、シャーラとコンビを組む泥棒。ただし盗みに成功した事はない。軽い性格で暇を見てはナンパをしているが成功率は低い。投げ縄・投石など物を投げるのが得意で百発百中。料理が得意。
ローディ
20歳の剣士で、メナート国のネガル島出身。父の敵である海獣ガルガを倒す事が宿願。短パンがトレードマーク。
フィリー
フュエンテ国に住む14歳の美少女。調薬師である母リズの技術を受け継いでいる。小熊のバンバンと仲が良い。ジュリオと行動を共にするうちに淡い恋心を抱く。チャッペル魔法の使い手。
アルフ
本名アルフレッド。41歳のアンビッシュ国国王。ガルガの動向を調べに出向いていた所をジュリオ達と知り合い、当初は身分を隠していた。若干ズレたところがある。
モリスン
アンビッシュ国の顧問を務めるアルフの右腕。カンド魔法の博士であり、カンドマスターであるマギサの師匠。
ルーレ
メナート国のテュエールに住む老人。大のギャンブル好きで、カジノのあるダイスの町を頻繁に訪れている。伝説の海賊「キャプテン・トーマス」本人である。
バダット
最強の格闘王を目指す武道家。強くなりその力で人を助ける事を信念とし、ギドナ国の砂漠の町で知り合ったジュリオ達を助ける。
ステラ
「砂漠の黒豹」としてあこぎな悪徳商人などを懲らしめる美女。爆弾とカンド魔法の使い手。当初は正体を隠し、「ナジェ」と名乗っていた。本編ではあまり言及されなかったが、実は『ぽっぷるメイル』のブラッキー同様、何でもかんでも爆弾で解決しようとする傾向があり、一歩間違えばとんでもないトラブルメーカーになっていた（実際、ギドナでやっているのは爆弾テロ以外の何者でもない）。
デュルゼル
フォルティア国ルード城の宮廷剣士であった頃に白き魔女と交流を持ち、彼女について多くを知る熟練剣士。その名を国外にも知られた高名な剣士で、世界最高峰の実力者の一人。現在は訳あって剣を捨てており、槍術で戦う。
ジョアンナ
フォルティア国のアロザに住むデュルゼルの孫娘。幽閉されている祖父の元へとジュリオ達を案内する。槍の使い手。

### その他
白き魔女 / ゲルド
20年前にティラスイールの各地を巡礼した最後の魔女で、ジュリオ達の巡礼の先々にその足跡がうかがえる。本名は普通の人間には発音出来ない為、その一部を取ってゲルドと名乗っている。本作における最大のキーキャラクター。
ラップじいさん
ラグピック村の外れに住む、かつて大魔導師オルテガと呼ばれた老人。ジュリオやクリスとも親しい。ある事情から現在は魔力を完全に失っている。フルネームはミッシェル・ド・ラップ・ヘブンで、続編の『IV』『V』で登場したのは彼の若かりし頃の姿である。普段はとぼけた言動が多く、さらに村では自身の過去をほとんど語っていなかったことから、当初ジュリオたちからは「変わり者の老人」と思われていた。
ハック
フォルティア国の港町ラグーナに住む32歳の学者。クリスの伯父。多額の借金を抱えながら、白き魔女についての研究を行っている。
イザベル王妃
フォルティア国の王妃。海辺で倒れている所をルドルフ王に助けられ、見初められる。
レバス
イザベルが呼び寄せた占星術師。

## 機種・パッケージによる違い
ファルコム作成のPC98版とWin版ではゲーム内容に大きな変更点は無く、戦闘システムにアレンジが加えられている程度である。他社による移植作品にはそれぞれ様々なアレンジが加えられている。日本国内で販売されたPC98版、Win版のパッケージは複数存在している。

### PC98版
タイトル表記の違いはパッケージ上でのもの。ゲーム中のタイトル表示は同一で、『英雄伝説III』『もうひとつの英雄たちの物語』『白き魔女』の3つが順に映し出される。
英雄伝説III 白き魔女
1994年3月18日にフロッピーディスクで発売。全ての元となったPC-9801用のオリジナル版。パッケージには副題として「もうひとつの英雄たちの物語」が記載されている。
英雄伝説III 白き魔女 リニューアル
1994年12月16日にフロッピーディスクで発売。システムやゲームバランス等、内容が細かく改良された物。エンディング曲が変更されている点が最も顕著な変更である。初回限定版も存在。プロジェクトEGGにて配信されている。
英雄伝説III 白き魔女 リニューアル（CD-ROM版）
1995年5月26日発売。上記のCD-ROM版。
英雄伝説III 白き魔女（DOSプロンプト対応版）
1996年3月8日発売にCD-ROMで発売。上記をDOSプロンプトに対応させた物で、PC-9821および、PC98用のWindows 95にも対応。
英雄伝説III 白き魔女（PC98CanBe/VALUESTAR専用版）
1996年8月30日にCD-ROMで発売。「98キャンペーン」の一つとして販売された物。CanBe/VALUESTAR以外でも動作可能。
英雄伝説III 白き魔女 スペシャルパッケージ
1996年12月11日にCD-ROMで発売。『朱紅い雫』等がセットになった「英雄伝説スペシャルBOX '97」も存在。

### Win版
XP対応版以降、タイトルから「新」の文字が外されたがゲーム自体は同一のもの。
新・英雄伝説III 白き魔女（CD-ROM版）
1999年4月23日発売。対応OSはWindows 95 / 98で唯一Win95に対応。全てのWin版のオリジナルで、戦闘システムなどにアレンジが加えられている。初回限定版も存在。
新・英雄伝説III 白き魔女（DVD-ROM版）
1999年11月19日発売。上記のDVD-ROM版。対応OSはWindows 98のみ。CD-ROM版に比べ高音質となっている。初回限定版も存在。
英雄伝説III 白き魔女（XP対応版）
2002年8月30日にCD-ROMとDVD-ROMで発売。Windows XP に正式対応した物で、対応OSはWindows 98 / 2000 / Me / XP。2003年5月23日に価格を下げて販売されている。
英雄伝説III 白き魔女（新パッケージ版）
2004年10月28日にDVD-ROMのみで発売され、本版以降はCD-ROM版が廃止。対応OSではWin95が非対応となった。DVDケースサイズのスリムなパッケージになった。
英雄伝説III 白き魔女（普及版）
2005年12月23日発売。パッケージの変更。対応OSは変更なし。
英雄伝説III 白き魔女（Vista対応版）
2007年3月29日発売。対応OSに Windows Vista が加わった。

### 移植版
ライセンス提供の元での、日本ファルコム以外の開発による移植版。
セガサターン版
1998年に発売。タイトルはオリジナル版の副題を含めて「英雄伝説」を外した『白き魔女 -もうひとつの英雄伝説-』。過去にPCエンジン版の〈イースシリーズ〉や〈ドラゴンスレイヤー英雄伝説シリーズ〉の移植を行ったハドソンが制作。ゲームシステムがPC98版と大きく異なる、キャラクターボイスやアニメシーンが挿入され、ストーリーやキャラクターデザインもアレンジされるなど、独自色が強い作品となっている。
PlayStation版
1998年に発売。タイトルはオリジナル版の副題を含めた『英雄伝説III 白き魔女 -もうひとつの英雄伝説-』。GMF開発・亜土電子工業発売による移植版でシステムに大きな変更が加えられている。
S!アプリ版
2004年発売。タイトルは『英雄伝説III 白き魔女』。『イースシリーズ』など多くのファルコム作品を携帯アプリ化しているタイトーからの発売（開発はScriptArts）。
PSP版
2004年発売。同ハード初のRPGソフト。タイトルは『英雄伝説ガガーブトリロジー 白き魔女』。開発はマイクロビジョン、発売はバンダイ。ファルコムでキャラクターデザインを担当し、既に独立していた岩崎美奈子がイラストを担当。Win以外では唯一、ガガーブ3部作が揃って移植されている。3D化され戦闘はターン制に変更された。年表やペット、エクストラシナリオと言った追加要素もある。
米国版
PSP版は米国においても〈ガガーブ〉3作が揃って発売されており、本作は『The Legend of Heroes II: Prophecy of the Moonlight Witch』のタイトルで販売されている。「英雄伝説II」となっているのは米国では『朱紅い雫』の次に2作目として販売されたことによる。また日本で併記されている英題『White Witch』は用いられておらず、直訳すると「月光魔女の予言」となっている。

#### セガサターン版キャスト
- ジュリオ（桑島法子）
- クリス（三石琴乃）
- 白き魔女 / ゲルド（田中敦子）
- シャーラ（冬馬由美）
- ローディ（島田敏）
- フィリー（大野まりな）
- バンバン（永島由子）

- アルフ（掛川裕彦）
- モリスン（中井和哉）
- マギサ / イザベル王妃（中山真奈美）
- ルーレ / ハック / 幻術師カジム（麻生智久）
- バダット（遠藤守哉）
- ステラ（冬馬由美）
- デュルゼル（青野武）

- ジョアンナ（永島由子）
- ラップじいさん（塩屋浩三）
- レバス（林延年）

## 主題歌
PSP版には主題歌が用意されている。
- 作詞・作曲・歌：riya、編曲：MANYO
  - オープニング 「時の向こう側」
  - エンディング 「空の果てへ」

## メディアミックス

### 音楽ソフト
いずれもCDで発売。配信列は、iTunes Store での配信を示す。
| レーベル                              | タイトル                                                                         | 品番       | 発売日     | 配信 | 備考                                                    |
| ------------------------------------- | -------------------------------------------------------------------------------- | ---------- | ---------- | ---- | ------------------------------------------------------- |
| ファルコムレーベル （キングレコード） | MUSIC FROM 英雄伝説III もうひとつの英雄たちの物語 〜白き魔女〜                   | KICA1146-7 | 1994.07.21 | ●    | オリジナルサウンドトラック                              |
| ファルコムレーベル （キングレコード） | FALCOM SPECIAL BOX '95 （[DISC2] 英雄伝説III J.D.K.E.ORCHESTRA ARRANGE VERSION） | KICA9023-5 | 1994.12.21 |      | 寺嶋民哉によるエレクトリックオーケストラアレンジ ※1     |
| ファルコムレーベル （キングレコード） | FALCOM SPECIAL BOX '96 （[DISC3] FALCOM MUSIC COLLECTION）                       | KICA9026-8 | 1995.12.21 | ●    | 様々な作品の未収録曲・未使用曲集                        |
| ファルコムレーベル （キングレコード） | FALCOM VOCAL COLLECTION IV                                                       | KICA1179   | 1996.05.22 | ●    | 様々な作品のボーカルアレンジ集                          |
| ファルコムレーベル （キングレコード） | 英雄伝説 PIANO COLLECTION [CD EXTRA]                                             | KICA1194   | 1996.12.21 |      | 岸本友彦による《英伝》『I』-『IV』のピアノアレンジ集 ※2 |
| ファルコムレーベル （キングレコード） | 英雄伝説III Falcom Sound Team J.D.K. SPECIAL Vol.1                               | KICA1197   | 1997.05.21 | ●    | アレンジ集                                              |
| ファルコムレーベル （キングレコード） | 英雄伝説III Falcom Sound Team J.D.K. SPECIAL Vol.2                               | KICA1198   | 1997.05.21 | ●    | アレンジ集                                              |
| ファルコムレーベル （キングレコード） | VERY BEST OF 英雄伝説III                                                         | KICA1221   | 1998.12.23 | ●    | ベスト盤                                                |
| ファルコムレーベル （日本ファルコム） | ORIGINAL SOUND TRACK 「新・白き魔女」-前編-                                      | NW10102340 | 2000.03.16 | ●    | Win版サウンドトラック                                   |
| ファルコムレーベル （日本ファルコム） | ORIGINAL SOUND TRACK 「新・白き魔女」-後編-                                      | NW10102350 | 2000.03.16 | ●    | Win版サウンドトラック                                   |
| ファルコムレーベル （日本ファルコム） | 交響詩英雄伝説III 寺嶋民哉eオーケストラ                                          | NW10102430 | 2001.02.10 | ●    | ※1の復刻版                                              |
| ファルコムレーベル （日本ファルコム） | 「英雄伝説I〜IV」 PIANO COLLECTION                                               | NW10102440 | 2001.02.10 | ●    | ※2の復刻版                                              |
| ファルコムレーベル （日本ファルコム） | 交響曲「ガガーブトリロジー」                                                     | NW10102450 | 2001.09.13 | ●    | 〈ガガーブ〉のエレクトリックオーケストラアレンジ        |
| ファルコムレーベル （日本ファルコム） | 交響幻想曲 「白き魔女」                                                          | NW10102510 | 2002.06.27 | ●    | エレクトリックオーケストラアレンジ                      |
| ランティス                            | 英雄伝説ガガーブトリロジー 白き魔女 OPテーマ 時の向こう側                        | LACM-4186  | 2005.03.24 |      | PSP版主題歌                                             |
| ランティス                            | 英雄伝説ガガーブトリロジー ORIGINAL SOUND TRACK 白き魔女・朱紅い雫編             | LACA-5382  | 2005.05.25 |      | PSP版サウンドトラック                                   |

### ドラマCD
全てキングレコードのファルコムレーベルからの発売。
| タイトル                                                                       | 品番        | 発売日     | 備考                   |
| ------------------------------------------------------------------------------ | ----------- | ---------- | ---------------------- |
| CDドラマ 英雄伝説III 〜白き魔女〜                                              | KICA1155    | 1994.12.02 |                        |
| CDドラマ 英雄伝説III 〜白き魔女〜 完結編                                       | KICA1159    | 1995.04.29 |                        |
| CDドラマ 英雄伝説III 〜白き魔女〜 「わかたれた湖」                             | KICA1163    | 1995.07.21 |                        |
| TARAKOぱっぱらパラダイス                                                       | KICA1170    | 1995.11.22 | 一部キャラクターが登場 |
| FALCOM SPECIAL BOX '97 （[DISC1] CDドラマ 英雄伝説III VS ブランディッシュ+VT） | KICA9029-31 | 1996.12.21 | 一部キャラクターが登場 |

#### キャスト
- ジュリオ：緒方恵美
- クリス：國府田マリ子
- シャーラ：折笠愛
- グース：子安武人
- マギサ：天野由梨
- ラップじいさん：西川畿雄
- ハック：菅原淳一
- アルフ：梅津秀行
- ローディ：中村大樹

- モリスン：古田信幸
- フィリー：白鳥由里
- 大神官デンケン：島香裕
- バダット：置鮎龍太郎
- ステラ：水谷優子
- デュルゼル：宝亀克寿
- ルドルフ王：宇垣秀成
- イザベル王妃：篠原恵美
- レバス：小野健一

- ゲルド：井上喜久子
- キャラック王：中博史
- エネトン王：中嶋聡彦
- カーリー王妃：池本小百合
- ベラート：塩沢兼人
- リズ：天野由梨
- バンバン：TARAKO